# الکساندر لانگلیتز
الکساندر لانگلیتز (انگلیسی: Alexander Langlitz؛ زادهٔ ۱۵ فوریهٔ ۱۹۹۱) بازیکن فوتبال اهل آلمان است.
از باشگاه‌هایی که در آن بازی کرده‌است می‌توان به باشگاه فوتبال روت‌وایس اسن و باشگاه فوتبال شالکه ۰۴ اشاره کرد.